# Oujda
Oujda (Arabisch :وجدة, Tamazight: ⵡⵊⴷⴰ) is een stad gelegen in het noordoosten van Marokko in de provincie Oujda-Angad in de regio Oriental. De stad ligt ongeveer vijftien kilometer ten westen van de Algerijnse grens en ongeveer zestig kilometer ten zuiden van de Middellandse Zeekust. Oujda telde in 2024 ruim 500.000 inwoners.

## Geschiedenis
De stad is in 994 gesticht door Ziri ibn Atiyya, de Maghrawaden koning van de Zenata stammen. Ibn Atiyya vond het westelijk gelegen Fez niet geschikt als hoofdstad en besloot een nieuwe te bouwen, in het door zijn Zenata-stammen bevolkte oostelijk Marokko. Van 994 tot 997 was Oujda de hoofdstad van zijn Marokkaanse rijk. In 1048 werd de stad uitgebreid door de Almoraviden. De Almohaden sultan Abou Youssef herbouwde de stad in de 12e eeuw.
Tussen de 13e en 15e eeuw werd de stad bevochten door twee dynastieën: de Meriniden van Fez en de Zianiden van Tlemcen. In 1297 werd de stad door de Meriniden herbouwd en als basis gebruikt voor de verovering van het huidige Algerije: de sultan Abu Yaqub bouwde er een paleis, een citadel en een nieuwe moskee (de Jamaa Lakbir, dat nog steeds staat en als oudste moskee van Oujda geldt). Het was in deze periode dat de stad enige mate van strategisch belang kreeg, als gevolg van haar ligging tussen de twee staten.
De langdurige strijd tussen de koningen van Fez en Tlemcen, zorgde ervoor dat de stad in de 16e eeuw in verval was geraakt. De oude inwoners hadden Oujda verlaten, waarna Banu Hilal Arabieren zich daar hadden gevestigd. Halverwege de 16e eeuw schreef Leo Africanus dat de stad nog maar 1500 families bevatte. De inwoners betaalden volgens hem belasting aan zowel de Zianiden als aan Arabische bedoeïenen, en leidden een moeilijk leven.
Halverwege de 16e eeuw werd het veroverd door de Saadis. In 1844, 1859 en ten slotte in 1907 werd het bezet door de Fransen. Aan het begin van de 20e eeuw had de stad een populatie van ongeveer 30.000 mensen, van wie de helft Europees was. In de maand juni van 1948, een maand na het uitroepen van de staat Israël, was Oujda het toneel van een pogrom tegen de Joodse bevolking van de stad.

## Bezienswaardigheden
Oujda bevat zowel oude als moderne stadsdelen. De belangrijkste bezienswaardigheden zijn:
- De médina (Arabisch: المدينة), de oude binnenstad van Oujda. Hier bevinden zich onder andere de oude markt van Oujda en de Grote Moskee (Arabisch: الجامع الكبير, Jamaa Lakbir) van Oujda.
- Bab Sidi Abdel Wahab (Arabisch: باب سيدي عبد الوهاب) en Bab Al-Gharbi (Arabisch: باب الغربي), twee historische poorten naar de oude binnenstad.
- Sidi Yahya (Arabisch: سيدي يحيى), een oase aan de rand van de stad.
- Sidi Maafa (Arabisch: سيدي معافة), een bosgebied aan de rand van de stad, vlak bij de Mohammed I Universiteit.
- Place 16 Août (Arabisch: ساحة 16 غشت) en Place 9 Juillet (Arabisch: ساحة 9 يوليوز), twee pleinen in de hoofdstraat van Oujda.

In de omgeving van Oujda zijn de volgende plekken te vinden:
- Saidia, een badplaats aan de grens met Algerije (60 km)
- Tafoughalt, een warmwaterbron in het Beni Snassen gebergte (70 km)
- Zouj Bghal, de grensovergang met Algerije. (10 km)

## Bevolking
Net als veel Marokkaanse steden bestaat de meerderheid van de bevolking uit recente migranten uit de omliggende streken. Tijdens de Franse overheersing vestigden veel mensen zich in Oujda. De belangrijkste stammen in Oujda zijn:
- Beni Snassen, deze komen van oorsprong uit de bergstreken ten noorden van Oujda.
- Mhaya, deze komen van oorsprong uit het dorpje Sidi Moussa ten zuiden van Oujda.
- Ahl Angad, deze komen van oorsprong uit de omliggende vlaktes.
- Zkara, deze komen van oorsprong uit het dorpje Mestferki ten zuiden van Oujda.

Ook hebben veel mensen zich er gevestigd uit elders in Marokko en Algerije. Rai-muziek is een begrip in Oujda overgewaaid vanuit Oran vroeg in de jaren 80.
De voertaal in Oujda is het Arabisch. De inwoners van Oujda spreken een Hilali (bedoeïne) vorm van het Arabisch (vergelijkbaar met dat van Casablanca en de Sahara-dialecten), in tegenstelling tot bijvoorbeeld Fez en Tétouan waar de pre-Hilalische (sedentaire) vorm van het Arabisch overheerst. Het Arabische dialect van Oujda en de rest van Oost-Marokko onderscheidt zich daarnaast van de overige dialecten in Marokko doordat het veel gelijkenis vertoont met het Algerijnse dialect en dan met name dat van Oran.

## Stedenbanden
- Sint-Jans-Molenbeek (België)
- Marseille (Frankrijk)
- Rijsel (Frankrijk)
- Sevran (Frankrijk)
- Trowbridge (Verenigd Koninkrijk)

## Geboren in Oujda
- Abdelaziz Bouteflika (1937-2021), president van Algerije (1999-2019)
- Nathalie Delon (1941-2021), Frans actrice
- Abderrahmane Zenati (1943), schilder en schrijver
- Gérard Soler (1954), Frans voetballer
- Fouad Laroui (1958), Nederlands auteur, wetenschapper en econometrist
- Henri Roggeri (1960), Frans-Nederlands wetenschapper en wetlandspecialist
- Philippe Casado (1964), Frans wielrenner
- Hafid Bouazza (1970-2021), Marokkaans-Nederlands schrijver
- Hassnae Bouazza (1973), Marokkaans-Nederlands journaliste, schrijfster, columniste, vertaalster en programmamaakster
- Mohammed Cheppih (1977), Nederlands imam
- Cheb Douzi (1985), zanger